# Iga Wojtasik
Iga Wojtasik (ur. 28 czerwca 2000 w Elblągu) – polska łyżwiarka szybka, brązowa medalistka mistrzostw świata.

## Kariera
Na mistrzostwach świata na dystansach w Calgary w 2024 zdobyła brązowy medal w sprincie drużynowym.
Wywalczyła również srebrny medal w sprincie drużynowym na mistrzostwach Europy na dystansach w Heerenveen w 2024. W biegu na 500 m zajęła tam siódme miejsce.
W 2024 wystartowała na mistrzostwach świata w wieloboju sprinterskim w Inzell, gdzie rywalizację zakończyła na 16. pozycji.